# 373-тя піхотна дивізія (Третій Рейх)
373-тя хорватська піхотна дивізія (Третій Рейх) (нім. 373. (kroatische) Infanterie-Division) — піхотна дивізія Вермахту, яка укомплектовувалася хорватами і боснійськими мусульманами, що входила до складу німецьких сухопутних військ у роки Другої світової війни.

## Історія
373-тя піхотна дивізія почала формування 6 січня 1943 року на військових полігонах у Штоккерау та Доллерсгайм на території Австрії, після завершення розгортання та підготовки першої хорватської дивізії вермахту — 369-ї. Які і попереднє з'єднання, ця дивізія спочатку планувалася для відправлення як регулярна частина сухопутних військ на Східний фронт, але врешті-решт через складну обстановку на Балканах дивізію туди не відправили. У травні 1943 року дивізія завершила свою підготовку, у ній нараховувалось 3500 німецьких офіцерів та фельдфебелів, що становили кістяк хорватської дивізії та 8500 солдатів і офіцерів хорватського походження зі складу 7-ї гірської бригади Хорватського домобранства. Дивізію передислокували до Незалежної Держави Хорватії, де включили до складу сил для проведення антипартизанських операцій на території Хорватії та інших окупованих землях Королівства Югославія.

## Райони бойових дій
- Балкани (січень 1943 — травень 1945)

## Командування

### Командири
- генерал-майор, з 1 квітня 1943 року генерал-лейтенант Еміль Целльнер (нім. Emil Zellner) (25 січня — 5 серпня 1943);
- генерал-лейтенант Едуард Альдріан (нім. Eduard Aldrian) (5 серпня 1943 — 20 жовтня 1944);
- оберст резерву Карл Герман (нім. Karl Hermann) (20 жовтня — 14 листопада 1944);
- оберст, з 1 січня 1945 року генерал-майор Ганс Графенштайн (нім. Hans Gravenstein) (14 листопада 1944 — 10 травня 1945).

### Підпорядкованість
| Час      | Корпус                                   | Армія           | Група армій (округ) | Штаб      |
| -------- | ---------------------------------------- | --------------- | ------------------- | --------- |
| 1943     |                                          |                 |                     |           |
| лютий    | Командування німецьких військ у Хорватії | —               | Група армій «E»     | Баня-Лука |
| вересень | XV гк                                    | 2-га ТА         | Група армій «F»     | Баня-Лука |
| 1944     |                                          |                 |                     |           |
| січень   | XV гк                                    | 2-га ТА         | Група армій «F»     | Баня-Лука |
| червень  | LXIX ак                                  | 2-га ТА         | Група армій «F»     | Дрвар     |
| серпень  | XV гк                                    | 2-га ТА         | Група армій «F»     | Книн      |
| 1945     |                                          |                 |                     |           |
| січень   | XV гк                                    | Група армій «E» | Група армій «F»     | Бихач     |
| квітень  | XV гк                                    | —               | Група армій «E»     | Сисак     |

### Склад
| 1943                                   |
| -------------------------------------- |
| 383-й гренадерський полк               |
| 384-й гренадерський полк               |
| 373-й артилерійський полк              |
| 373-й інженерний батальйон             |
| 373-й протитанковий дивізіон           |
| 373-й розвідувальний батальйон         |
| 373-й дивізійний батальйон зв'язку     |
| 373-й запасний батальйон               |
| 373-те дивізійне управління постачання |

## Нагороджені дивізії
Нагороджені дивізії
Нагороджені Сертифікатом Пошани Головнокомандувача Сухопутних військ для військових формувань Вермахту за збитий літак противника
- 1 серпня 1944 — 3-тя рота 373-го хорватського запасного батальйону за дії 27 травня 1944 поблизу Шпагичи (525);
- 1 серпня 1944 — 373-й хорватський запасний батальйон за дії 4 червня 1944 біля Острозак (527).

|  | Кавалери Лицарського хреста Залізного хреста                                                               | 1 |
|  | Кавалери Почесної відзнаки Сухопутних військ «Почесна застібка на орденську стрічку для Сухопутних військ» | 1 |

- Нагороджені Сертифікатом Пошани Головнокомандувача Сухопутних військ (1)